# Pterostylis insectifera
Pterostylis insectifera är en orkidéart som beskrevs av Mark Alwin Clements. Pterostylis insectifera ingår i släktet Pterostylis och familjen orkidéer. Inga underarter finns listade i Catalogue of Life.